# Rupert Neudeck
Rupert Neudeck (14. května 1939 Gdaňsk – 31. května 2016 Siegburg) byl německý novinář a humanitární pracovník.
Do šesti let žil v Gdaňsku. V roce 1945 měla být jeho rodina evakuována před frontou na lodi Wilhelm Gustloff, avšak nestihli její odjezd a unikli tak ztroskotání, při němž zahynula většina pasažérů.
Vyrůstal v Hagenu, kde absolvoval střední školu. Pak žil v klášteře Tovaryšstva Ježíšova a po návratu ke studiu získal v roce 1972 doktorát z politické filozofie na Univerzitě v Münsteru. Byl redaktorem studentského časopisu Semesterspiegel a od roku 1977 pracoval pro Deutschlandfunk.
V roce 1979 se Neudeck dozvěděl o katastrofální situaci Vietnamců, prchajících před komunistickým režimem na vratkých člunech po rozbouřeném moři. Spolu se spisovatelem Heinrichem Böllem uspořádal sbírku, z jejíhož výtěžku byla vypravena do Jihočínského moře loď Cap Anamur, které se podařilo zachránit před utonutím téměř deset tisíc lidí. Na odkaz této akce navazuje dobročinná organizace Cap Anamur/Deutsche Not-Ärzte, která působí v 62 zemích.
V roce 2003 založil organizaci Grünhelme, zaměřenou na pomoc islámským zemím. Snažil se zlepšit mediální obraz muslimů po teroristických útocích 11. září 2001 a stal se hlasitým kritikem izraelské politiky na okupovaných územích. Angažoval se také v hnutí Freiheit statt Angst, požadujícím důslednější ochranu osobních dat. Zemřel ve věku 77 let po operaci srdce. V jeho práci pokračuje manželka Christel Neudecková.
Byla mu udělena Cena Bruna Kreiského za službu lidským právům, Evropská sociální cena, Řád čestné legie a Cena Ericha Fromma. V televizní anketě Naši nejlepší byl zařazen mezi dvě stovky největších osobností německé historie.